# Lise Bellynck
Lise Bellynck (nascida a 27 de fevereiro de 1976) é uma atriz, produtora, realizadora, argumentista e editora francesa.

## Biografia
Formada pela HEC Paris, é também ex-aluna do Cours Florent. Colaborou com a Cahiers du Cinéma no início dos anos 2000. Depois de ver Secret Things, escreveu a Jean-Claude Brisseau que a tinha contratado para a Portraits nus, a primeira versão de The Exterminating Angels.
Ganhou também o Prix de la Crypte pela sua coleção de poemas Onze guaches em 2004.

## Filmografia

### Atriz
- 2006 : The Exterminating Angels de Jean-Claude Brisseau : Julie (também produtor associado)
- 2009 : À l'aventure de Jean-Claude Brisseau : Sophie
- 2011 : Douce de Sébastien Bailly : Douce
- 2013 : La Fille de nulle part de Jean-Claude Brisseau : Lise Villers
- 2018 : Féminin plurielles de Sébastien Bailly : Douce

### Editora
- 2012 : Par les montagnes — curta-metragem documental (também produtor executivo, coprodutor, co-realizador, co-argumentista)